# Mychajlo Sabryha

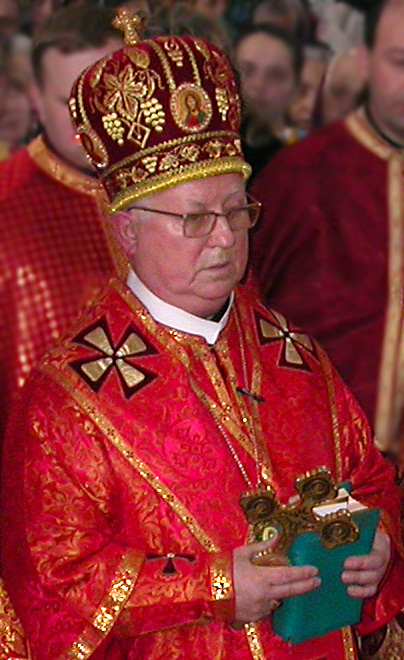
Mychajlo Sabryha

Mychajlo Sabryha CSsR (ukrainisch Михайло Сабрига, auch Михаїл Сабрига Mychajil Sabryha; * 22. November 1940 in Bortkiw, Oblast Lwiw, Ukrainische SSR; † 29. Juni 2006 in Schytomyr, Ukraine) war ukrainisch griechisch-katholischer Bischof von Ternopil-Sboriw in der Ukraine.

## Leben
Mychajlo Sabryha absolvierte die Mittelschule und versah von 1959 bis 1962 seinen Militärdienst. 1963 trat er als Novize in die Ordensgemeinschaft der Redemptoristen (Ordenskürzel: CSsR) ein. In Lemberg begann er sein Theologiestudium und legte am 8. November 1971 sein Ordensgelübde ab. Bischof Wolodymyr Sternjuk CSsR weihte ihn am 27. Februar 1974 zum Ordenspriester der Redemptoristen. Nach seiner Priesterweihe arbeitete er im Untergrund als Seelsorger in Lemberg, Ternopil und Iwano-Frankiwsk.
Am 11. Oktober 1986 weihte ihn Erzbischof Wolodymyr Sterniuk CSsR zum Untergrundbischof (auch als Geheimbischof bezeichnet) in der Ukraine. Seit 1991 konnte Sabryha in der Diözese Ternopil wieder öffentlich seiner pastoralen Aufgabe nachgehen. Am 16. Januar 1991 wurde die Konsekration zum „Geheimbischof“ vom Heiligen Stuhl mit der Ernennung zum Titularbischof von Bucellus bestätigt. Gleichzeitig wurde Sabryha als Weihbischof in der Erzeparchie Lemberg eingesetzt. Am 20. April 1993 wurde Bischof Sabryha zum Bischof von Ternopil und 2000 zum Bischof von Ternopil-Zboriw ernannt. Infolge einer langwierigen und schweren Herzerkrankung verstarb er am 29. Juni 2006.
In seiner Amtszeit war er Mitkonsekrator von Ihor Wosnjak CSsR zum Titularbischof von Nisa in Lycia (Weihbischof in Lemberg), Wassyl Iwassjuk zum Titularbischof von Benda (Erzeparch von Odessa-Krim), Wassyl Semenjuk zum Titularbischof von Castra Severiana (Weihbischof in Ternopil-Zboriw) und Jarosław Pryriz zum Titularbischof von Auzia (Weihbischof in Sambir-Drohobytsch).